# يوم رياضي

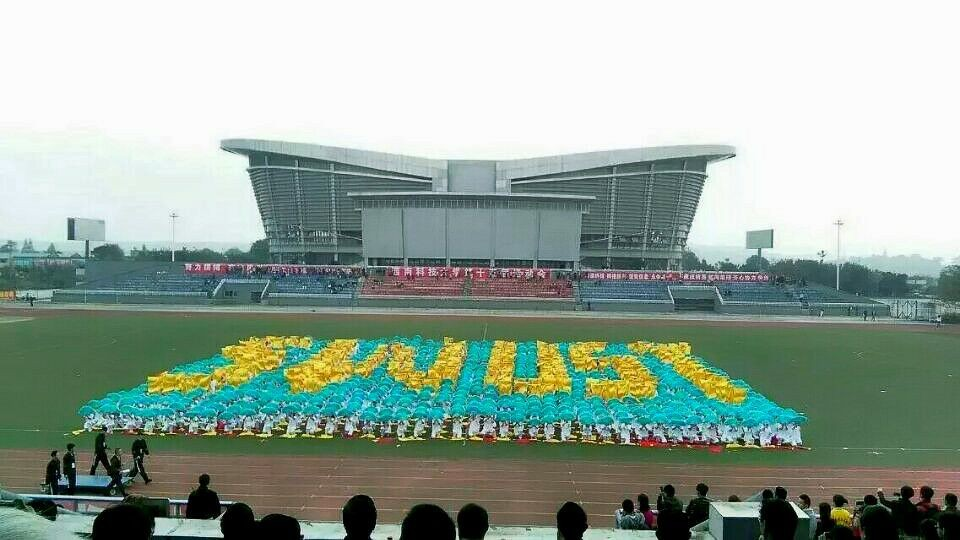

اليوم الرياضي احيانا يشار اليها باسم ايّام العمل  وهي عبارة عن احداث تنظمها العديد من المدارس والمكاتب التي يشارك فيها الأشخاص في أنشطة رياضية تنافسية وغالبا بهدف الفوز بالبطولات أو الجوائز .على الرغم من انها تقام في بداية الصيف الا انها تقام في مواسم الخريف أو الربيع خاصة في الدول التي يكون فيها الصيف قاسيًا للغاية . تنظم المدارس العديد من الأيام الرياضية التي يشارك فيها الأطفال اقل من الصف الثامن .في المدارس التي تستخدم نظام المنازل ويظهر هذا خاصة خلال الأحداث الرئاسية كيوم رياضي داخل المنزل . يمكن ان تكون الألعاب التي يتم لعبها رائعة ومتنوعة ويمكن ان تتضمن سباقات السرعة البسيطة وسباقات أطول لجميع الفئات العمرية وايضاً سباقات الملعقة والبيض. يتم تشغيل سباقات الثلاث ارجل وسباقات الكيس وايضاً سباقات العربات اليدوية وسباق الأهل والطفل . يتم تشغيل ألعاب إضافية تقليدية في أيرلندا والمملكة المتحدة كحذوات الخيول .